# TI-83 シリーズ

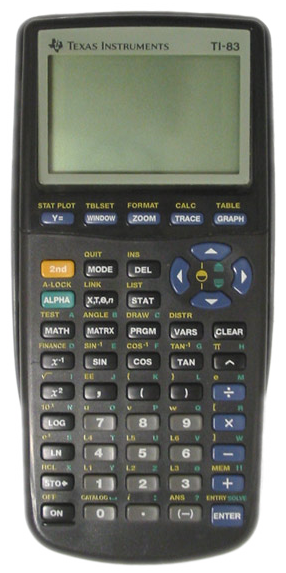
初代 TI-83

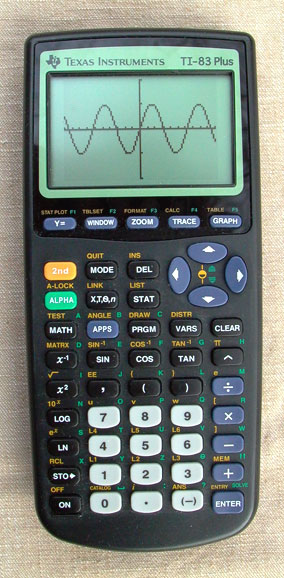
TI-83 Plus

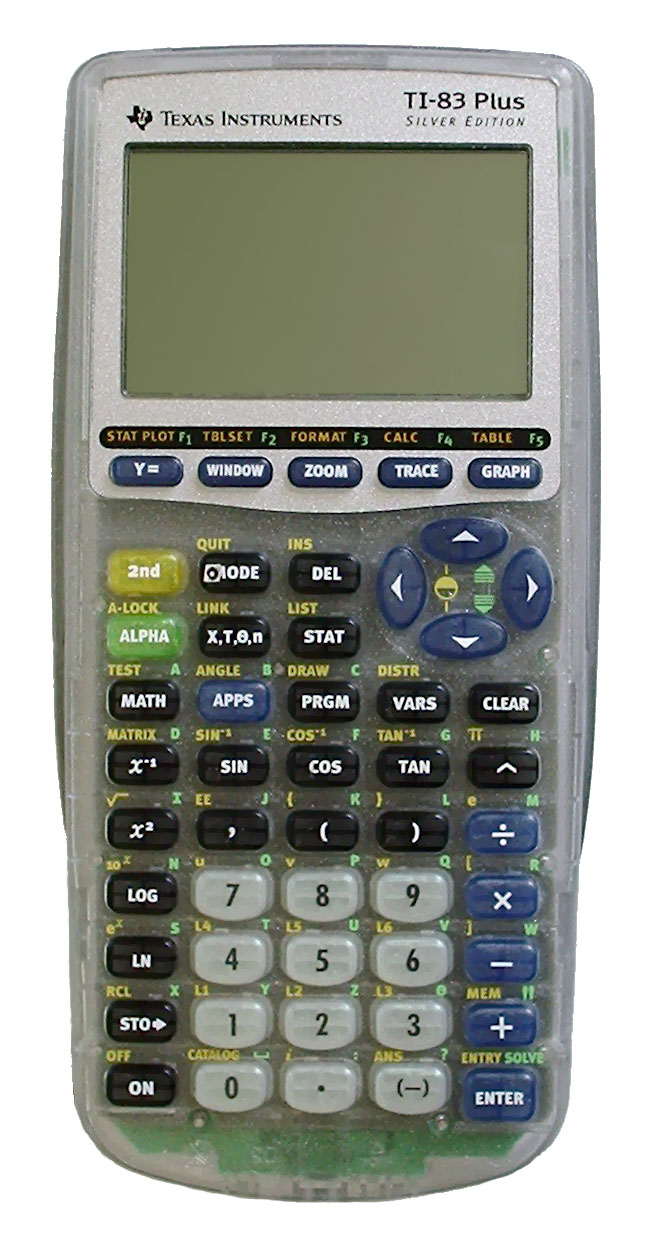
TI-83 Plus Silver Edition

TI-83 シリーズとは、テキサス・インスツルメンツ(TI)が製造するグラフ電卓のシリーズである。

## 概要
TI-83 は1996年にTI-82の後継としてリリースされ、欧米では生徒や学生がよく使った。通常の関数電卓としての機能だけでなく、関数のグラフ表示、統計機能などを備えている。どんな計算機能も持っているというわけではないが、プログラムをWebサイトからダウンロードしたり新たにプログラムを書くことが可能となっている。
TIは1999年に後継の TI-83 Plus をリリースした。フラッシュメモリを搭載し、オペレーティングシステムを必要に応じて更新したり、アプリケーションを格納することができる。フラッシュメモリにはユーザー作成のプログラムやデータも格納できる。
2001年、フラッシュメモリを増量し2倍に高速化した TI-83 Plus Silver Edition がリリースされた。
TI-83 はTI製電卓の中で初めてアセンブリ言語が正式にサポートされた電卓でもある。
それ以前のTI-92, TI-85, TI-82でもアセンブリ言語は使用できたが、特別に構築されたメモリイメージを転送するというハックに近いことをする必要があった。
2004年に後継機のTI-84 Plusが発売されたため、同年に TI-83 と TI-83 Plus Silver Edition が製造終了になった。しかし、TI-83 Plus は2017年6月現在でも製造されており、新品が入手可能である。

## 技術仕様
CPU
Zilog Z80 CPU、6 MHz (TI-83, 83 Plus) または 15 MHz (Silver Edition)
ROM
256 KB ROM (TI-83のみ。他の機種はフラッシュメモリ)
フラッシュメモリ
512 KB (TI-83 Plus) または 2 MB (Silver Edition)
RAM
32 KB RAM （Silver Edition では 128 KiB だが、デフォルトでは追加の 96 KiB はユーザーが使うことができない）
84 シリーズでは、USBメモリドライブを特別なソフトウェアを経由して利用可能
ディスプレイ
テキスト: 16×8 文字（通常フォント時）
グラフィックス: 96×64 ピクセル、モノクロ
入出力
リンクポート、9.6 kビット/秒
50 ボタンの内蔵キーパッド
電源
単四型 4 個と、バックアップ用の CR 1616 または CR 1620
内蔵プログラミング言語
TI-BASIC、機械語、アセンブリ言語とC言語は、コンピュータ上でZ80向けのクロスコンパイラなどが必要。